# Dan međunarodnog priznanja Republike Hrvatske
Dan međunarodnog priznanja Republike Hrvatske je spomendan u Hrvatskoj. Njime se odaje počast međunarodnom priznanju Republike Hrvatske.

## Povijest
Hrvatska je 15. siječnja 1992. postala međunarodno priznata zemlja i uspostavila je diplomatske odnose s Njemačkom, državom koja je odigrala bitnu ulogu u priznavanju Hrvatske u svijetu založivši svoju sveukupnu političku i gospodarsku težinu kako bi pokrenula pasivnu Europu i potaknula ostalih jedanaest članica Europske zajednice da priznaju neovisnost i suverenitet RH.
Predsjednik Franjo Tuđman te večeri je, u televizijskom obraćanju naciji, rekao:

Današnji dan - 15. siječnja 1992. - bit će zlatnim slovima uklesan u cijelu, četrnaeststoljetnu, povijest hrvatskog naroda na ovome prostoru, za nas svetom tlu između Mure, Drave, Dunava i Jadrana. Nakon što je proglasila svoju samostalnost i suverenost, i raskinula svoje državno-pravne veze s bivšom jugoslavenskom državnom zajednicom, Republika Hrvatska postigla je i međunarodno priznanje svoje neovisnosti

Toga dana Hrvatsku su priznale Belgija, Ujedinjeno Kraljevstvo, Danska, Malta, Austrija, Švicarska, Nizozemska, Mađarska, Norveška, Bugarska, Poljska, Italija, Kanada, Australija, Francuska, Finska, Švedska. To su već prije bile učinile Sveta Stolica, Njemačka, Island, Estonija, Litva, Latvija, Slovenija, Ukrajina i San Marino.
Za Republiku Hrvatsku, tada još jednu od jugoslavenskih republika, važno je bilo međunarodno priznanje dvanaest zemalja EZ. Članicama EZ istoga dana istom odlukom pridružile su se Austrija, Bugarska, Kanada, Mađarska, Malta, Poljska i Švicarska.
Zemlje koje su prednjačile u diplomatskim nastojanjima za međunarodno priznanje Hrvatske, svakako su bile Sveta Stolica i Njemačka. Vatikanska diplomacija, kao prva u svijetu, još je 3. listopada 1991. godine objavila da radi na hrvatskome međunarodnom priznanju.
Prva država koja je priznala Hrvatsku bio je Island, koji je ovu odluku donio još 19. prosinca 1991. Isti dan takvu odluku donijela je i Njemačka, ali je odluka stupila na snagu 15. siječnja, danom priznanja i ostalih članica Europske zajednice. Međunarodno priznanje Hrvatske dva dana prije Europske zajednice objavila je Sveta stolica, a 14. siječnja San Marino. Prve zemlje koje su priznale Republiku Hrvatsku još u jesen 1991. bile su zemlje koje i same tada nisu bile međunarodno priznate: Slovenija, Litva, Ukrajina, Latvija i Estonija. 
Zemlje koje su prednjačile u diplomatskim nastojanjima za međunarodno priznanje Hrvatske, svakako su bile Sveta Stolica i Njemačka. Vatikanska diplomacija, kao prva u svijetu, još je 3. listopada 1991. godine objavila da radi na hrvatskome međunarodnom priznanju. Njemačka je priznanjem Hrvatske još 18. prosinca 1991. godine izazvala prijekore, ali i pokrenula nezaustavljivu diplomatsku akciju među ostalim tadašnjim članicama Europske zajednice. Kada su ostale zemlje te organizacije, današnje Europske unije, priznale Zagreb, Bonn je istodobno s njim već potpisao protokol o uspostavi diplomatskih odnosa.
Sljedećih su dana europski pisani i elektronički mediji gotovo bez iznimke pozdravljali odluku svojih vlada. Izuzev njemačkih medija, koji su priznanje Hrvatske slavili i kao njemačku diplomatsku pobjedu, ostali su isticali da su političari za zakašnjenjem shvatili što se događa u tadašnjoj Jugoslaviji, kritizirajući njihovu dotadašnju neučinkovitost.
Do kraja siječnja 1992. godine Hrvatsku je priznalo još sedam zemalja: Finska, Rumunjska, Albanija, Bosna i Hercegovina, Brazil, Paragvaj i Bolivija. Prva azijska i islamska zemlja, ne računajući Tursku, koja je priznala Hrvatsku bio je Iran, dok je od afričkih zemalja to bio Egipat. Hrvatska je potom, 22. svibnja iste godine, primljena u Ujedinjene narode, a do tada su je priznale i Rusija, Japan, Sjedinjene Američke Države, Izrael i Kina.
Od međunarodnoga priznanja do danas, Hrvatska održava diplomatske odnose s većinom međunarodno priznatih zemalja svijeta.

## Poveznice
- Međunarodno priznanje Hrvatske
- Blagdani i spomendani u Hrvatskoj
- Dan mirne reintegracije hrvatskog Podunavlja

## Vanjske poveznice
Mrežna mjesta
- 15. siječnja – Dan međunarodnog priznanja Republike Hrvatske i Dan mirne reintegracije hrvatskog Podunavlja, na stranicama Hrvatskoga sabora